# Copa Tigre 1996
La Copa Tigre 1996 fue la primera edición del Campeonato de Fútbol de la ASEAN, se realizó entre el 1 y el 15 de septiembre de 1996, en Singapur.
En esta edición participaron las selecciones de los 10 países integrantes de la ASEAN (naciones del Sudeste Asiático) por aquel entonces, a saber Indonesia, Vietnam, Birmania, Laos, Camboya, Tailandia, Malasia, Singapur, Brunéi y Filipinas.
El torneo se celebró con los diez equipos divididos en dos grupos de cinco con sistema de liga a partido único, los dos primeros de cada grupo disputarían las semifinales del torneo.

## Estadios
| Singapur          | Singapur         |
| Kallang           | Jurong           |
| ----------------- | ---------------- |
| National Stadium  | Jurong Stadium   |
| Capacidad: 55,000 | Capacidad: 6,000 |
|                   |                  |
| Kallang Jurong    |                  |

## Fase de grupos

### Grupo A
| Pos. | Equipo    | Pts. | PJ | G | E | P | GF | GC | Dif. | Clasificación |
| ---- | --------- | ---- | -- | - | - | - | -- | -- | ---- | ------------- |
| 1    | Indonesia | 10   | 4  | 3 | 1 | 0 | 15 | 3  | +12  | Semifinales   |
| 2    | Vietnam   | 8    | 4  | 2 | 2 | 0 | 9  | 4  | +5   | Semifinales   |
| 3    | Birmania  | 6    | 4  | 2 | 0 | 2 | 11 | 12 | −1   |               |
| 4    | Laos      | 4    | 4  | 1 | 1 | 2 | 5  | 10 | −5   |               |
| 5    | Camboya   | 0    | 4  | 0 | 0 | 4 | 1  | 12 | −11  |               |

 Fuente: AFF website
| 2 de septiembre de 1996 | Vietnam                                                  | 3:1 | Camboya   | Jurong Stadium, Jurong        |                               |
|                         | Tran Cong Minh 21' · Le Huynh Duc 30' · Vo Hoang Buu 80' |     | Amber 46' | Asistencia: 2800 espectadores | Asistencia: 2800 espectadores |

| 2 de septiembre de 1996 | Indonesia                                                              | 5:1 | Laos        | Jurong Stadium, Jurong        |                               |
|                         | Husaini 5' · Irianto 15' · Dwi Yulianto 17' · Darwis 34' · Sandria 65' |     | Saysana 75' | Asistencia: 2800 espectadores | Asistencia: 2800 espectadores |

| 5 de septiembre de 1996 | Laos        | 1:1 | Vietnam          | Jurong Stadium, Jurong        |                               |
|                         | Chalana 72' |     | Le Hunyh Duc 85' | Asistencia: 1400 espectadores | Asistencia: 1400 espectadores |

| 5 de septiembre de 1996 | Birmania                                                                       | 5:0 | Camboya | Jurong Stadium, Jurong        |                               |
|                         | Tin Myo Aung 14' · Win Aung 35', 54' · Myo Hlaing Win 71' · Maung Maung Oo 90' |     |         | Asistencia: 1500 espectadores | Asistencia: 1500 espectadores |

| 7 de septiembre de 1996 | Vietnam                                                                          | 4:1 | Birmania             | Jurong Stadium, Jurong        |                               |
|                         | Nguyen Huu Dang 6' · Le Hunyh Duc 15' · Tran Cong Minh 48' · Nguyen Hong Son 63' |     | Maung Maung Htay 24' | Asistencia: 2000 espectadores | Asistencia: 2000 espectadores |

| 7 de septiembre de 1996 | Indonesia                                    | 3:0 | Camboya | Jurong Stadium, Jurong        |                               |
|                         | Swi Yulianto 15' · Sandria 23' · Irianto 60' |     |         | Asistencia: 2000 espectadores | Asistencia: 2000 espectadores |

| 9 de septiembre de 1996 | Laos           | 1:0 | Camboya | Jurong Stadium, Jurong        |                               |
|                         | Keolakhone 39' |     |         | Asistencia: 4000 espectadores | Asistencia: 4000 espectadores |

| 9 de septiembre de 1996 | Indonesia                                                    | 6:1 | Birmania             | Jurong Stadium, Jurong        |                               |
|                         | Husaini 7', 66' · Sandria 20', 26' · Lubis 28' · Irianto 39' |     | Maung Maung Htay 26' | Asistencia: 4000 espectadores | Asistencia: 4000 espectadores |

| 11 de septiembre de 1996 | Indonesia                              | 1:1 | Vietnam          | Jurong Stadium, Jurong        |                               |
|                          | Kurniawan Dwi YuliantoDwi Yulianto 43' |     | Vo Hoang Buu 77' | Asistencia: 1300 espectadores | Asistencia: 1300 espectadores |

| 11 de septiembre de 1996 | Birmania                                                    | 4:2 | Laos                          | Jurong Stadium, Jurong       |                              |
|                          | Win Aung 16', 69' · Maung Maung Oo 35' · Myo Hlaing Win 82' |     | Bounlap 40' · Phonesavanh 45' | Asistencia: 500 espectadores | Asistencia: 500 espectadores |

### Grupo B
| Equipo    | Pts | PJ | PG | PE | PP | GF | GC | Dif |
| --------- | --- | -- | -- | -- | -- | -- | -- | --- |
| Tailandia | 10  | 4  | 3  | 1  | 0  | 13 | 1  | +12 |
| Malasia   | 8   | 4  | 2  | 2  | 0  | 15 | 2  | +13 |
| Singapur  | 7   | 4  | 2  | 1  | 1  | 7  | 2  | +5  |
| Brunéi    | 3   | 4  | 1  | 0  | 3  | 1  | 15 | -14 |
| Filipinas | 0   | 4  | 0  | 0  | 4  | 0  | 16 | -16 |

| 1 de septiembre de 1996 | Singapur  | 1:1 | Malasia          | National Stadium, Kallang       |                                 |
|                         | Ahmad 89' |     | Sanbagamaran 76' | Asistencia: 43 800 espectadores | Asistencia: 43 800 espectadores |

| 2 de septiembre de 1996 | Tailandia                                                | 5:0 | Filipinas | Jurong Stadium, Jurong        |                               |
|                         | Santawong 10', 38' · Senamuang 14' · Sritong-In 40', 60' |     |           | Asistencia: 2800 espectadores | Asistencia: 2800 espectadores |

| 4 de septiembre de 1996 | Malasia                                                                     | 7:0 | Filipinas | National Stadium, Kallang     |                               |
|                         | Sanbagamaran 36', 61', 89' · Adnan 43' · Abdul Rahman 53', 81' Chandran 78' |     |           | Asistencia: 1000 espectadores | Asistencia: 1000 espectadores |

| 4 de septiembre de 1996 | Singapur                             | 3:0 | Brunéi | National Stadium, Kallang     |                               |
|                         | Haron 1' · Tan 4' (pen.) · Ahmad 51' |     |        | Asistencia: 3800 espectadores | Asistencia: 3800 espectadores |

| 6 de septiembre de 1996 | Tailandia                                                            | 6:0 | Brunéi | National Stadium, Kallang     |                               |
|                         | Santawong 15' · Sritong-In 23', 87' · Srimaka 35', 67' Senamuang 77' |     |        | Asistencia: 8000 espectadores | Asistencia: 8000 espectadores |

| 6 de septiembre de 1996 | Singapur                 | 3:0 | Filipinas | National Stadium, Kallang       |                                 |
|                         | Ahmad 20', 42' · Hai 73' |     |           | Asistencia: 12 000 espectadores | Asistencia: 12 000 espectadores |

| 8 de septiembre de 1996 | Brunéi       | 1:0 | Filipinas | National Stadium, Kallang     |                               |
|                         | Mohammad 28' |     |           | Asistencia: 3000 espectadores | Asistencia: 3000 espectadores |

| 8 de septiembre de 1996 | Tailandia     | 1:1 | Malasia    | National Stadium, Kallang       |                                 |
|                         | Senamueng 28' |     | Hassan 59' | Asistencia: 14 000 espectadores | Asistencia: 14 000 espectadores |

| 10 de septiembre de 1996 | Malasia                                                                   | 6:0 | Brunéi | National Stadium, Kallang       |                                 |
|                          | Sanbagamaran 3' · Abdul Rahman 37' · Abu Bakar 47', 60' Chandran 82', 89' |     |        | Asistencia: 20 000 espectadores | Asistencia: 20 000 espectadores |

| 10 de septiembre de 1996 | Tailandia      | 1:0 | Singapur | National Stadium, Kallang       |                                 |
|                          | Sritong-In 70' |     |          | Asistencia: 42 000 espectadores | Asistencia: 42 000 espectadores |

## Fase final
|  | Semifinales | Semifinales | Semifinales | Semifinales | Semifinales |   |         | Final   | Final | Final | Final | Final |
|  |             |             |             |             |             |   |         |         |       |       |       |       |
|  | A 1         | Indonesia   |             |             | 1           |   |         |         |       |       |       |       |
|  | B 2         | Malasia     |             |             | 3           |   |         |         |       |       |       |       |
|  |             |             |             |             |             |   | Malasia | Malasia |       |       | 0     |       |
|  |             | Tailandia   | Tailandia   |             |             | 1 |         |         |       |       |       |       |
|  | A 2         | Vietnam     |             |             | 2           |   |         |         |       |       |       |       |
|  | B 1         | Tailandia   |             |             | 4           |   |         |         |       |       |       |       |

### Semifinales
| 13 de septiembre de 1996 | Malasia                                         | 3:1 | Indonesia        | Estadio Nacional de Singapur, Kallang |                                 |
|                          | Sanbagamaran 5' · Sulong 16' · Abdul Rahman 76' |     | Azali 44' (a.g.) | Asistencia: 20 000 espectadores       | Asistencia: 20 000 espectadores |

| 13 de septiembre de 1996 | Tailandia                              | 4:2 | Vietnam                                       | Estadio Nacional de Singapur, Kallang |                                 |
|                          | Senamuang 3' · Sritong-In 9', 24', 46' |     | Vo Hoang Buu 83' (pen.) · Nguyen Hong Son 88' | Asistencia: 20 000 espectadores       | Asistencia: 20 000 espectadores |

### Tercer lugar
| 15 de septiembre de 1996 | Vietnam                                                           | 3:2 | Indonesia                      | Estadio Nacional de Singapur, Kallang |                                 |
|                          | Huynh Quoc Cuong 8' · Tumena 27' (a.g.) · Vo Hoang Buu 73' (pen.) |     | Dwi Yulianto 66' · Tecuari 85' | Asistencia: 32 000 espectadores       | Asistencia: 32 000 espectadores |

### Final
| 15 de septiembre de 1996 | Tailandia    | 1:0 | Malasia | Estadio Nacional de Singapur, Kallang |                                 |
|                          | Senamuang 9' |     |         | Asistencia: 32 000 espectadores       | Asistencia: 32 000 espectadores |

## Campeón
|                                       |
| Bandera de Tailandia                  |
| Campeón invicto Tailandia 1.er título |

## Goleadores
7 goles
- Netipong Srithong-in

6 goles
- Kalasigaram Sanbagamaran

5 goles
- Kiatisuk Senamuang

4 goles
- Kurniawan Dwi Yulianto
- Peri Sandria
- Shamsurin Abdul Rahman
- Win Aung
- Fandi Ahmad
- Võ Hoàng Bửu

3 goles
- Fachri Husaini
- Eri Irianto
- M. Chandran
- Phithaya Santawong
- Worrawoot Srimaka
- Lê Huỳnh Đức

2 goles
- Anuar Abu Bakar
- Maung Maung Htay
- Maung Maung Oo
- Myo Hlaing Win
- Trần Công Minh
- Nguyễn Hồng Sơn

1 gol
- Irwan Mohammad
- Nuth Sony
- Robby Darwis
- Ansyari Lubis
- Aples Gideon Tecuari
- Saysana Savatdy
- Chalana Luang-Amath
- Keolakhone Channiphone
- Bounlap Khenkitisack
- Phonesavanh Phimmasean
- Azman Adnan
- Zainal Abidin Hassan
- Rosdee Sulong
- Tin Myo Aung
- Hasnim Haron
- Lim Tong Hai
- Steven Tan
- Nguyễn Hữu Đang
- Huỳnh Quốc Cường

Autogoles
- Yeyen Tumena (ante Vietnam)
- Azmil Azali (ante Indonesia)

## Clasificación final
| Equipo | Equipo    | Pts | PJ | PG | PE | PP | GF | GC | Dif |
| ------ | --------- | --- | -- | -- | -- | -- | -- | -- | --- |
| 1      | Tailandia | 16  | 6  | 5  | 1  | 0  | 18 | 3  | +15 |
| 2      | Malasia   | 11  | 6  | 3  | 2  | 1  | 18 | 4  | +14 |
| 3      | Vietnam   | 11  | 6  | 3  | 2  | 1  | 14 | 10 | +4  |
| 4      | Indonesia | 10  | 6  | 3  | 1  | 2  | 18 | 9  | +9  |
| 5      | Singapur  | 7   | 4  | 2  | 1  | 1  | 7  | 2  | +5  |
| 6      | Birmania  | 6   | 4  | 2  | 0  | 2  | 11 | 12 | -1  |
| 7      | Laos      | 4   | 4  | 1  | 1  | 2  | 5  | 10 | -5  |
| 8      | Brunéi    | 3   | 4  | 1  | 0  | 3  | 1  | 15 | -14 |
| 9      | Camboya   | 0   | 4  | 0  | 0  | 4  | 1  | 12 | -11 |
| 10     | Filipinas | 0   | 4  | 0  | 0  | 4  | 0  | 16 | -16 |